# Almere
Almere város és alapfokú közigazgatási egység, azaz község Hollandiában, Flevoland tartományban. Lakosainak száma 214 715 fő (2021. január 1.).

## Földrajza
Almere Blaricum, Edam-Volendam, Huizen, Waterland, Zeewolde, Lelystad, Gooise Meren, Hoorn, Amszterdam és Muiden községekkel határos.

## Háztartások száma
Almere háztartásainak száma az elmúlt években az alábbi módon változott:
| Háztartások száma | 76 731 | 78 034 | 79 635 | 80 655 | 81 009 | 81 745 |
|                   | 2010   | 2011   | 2012   | 2013   | 2014   | 2015   |

## A város híres szülöttei
- Desiree van Lunteren, labdarúgó

## Testvértelepülések
- Kumasi
- Aalborg
- České Budějovice
- Milton Keynes
- Växjö község
- Dmitrov
- Lancaster
- Rendsburg
- Aalborg község
- Tajnan
- Haapsalu